# Víctor Moreira
Víctor Hugo Moreira Teixeira (Marco de Canaveses, 5 ottobre 1982) è un ex calciatore andorrano con cittadinanza portoghese, di ruolo centrocampista.